# Faith Ikidi
Faith Ikidi (* 28. Februar 1987 in Port Harcourt) ist eine nigerianische Fußballspielerin.

## Karriere
Ikidi absolvierte bereits im Alter von 16 Jahren ihre ersten Partien für die Bayelsa Queens. Nachdem sie im Probetraining mit Klepp FK überzeugte wechselte Ikidi nach Norwegen und sammelte erste Erfahrungen im europäischen Frauenfußball. Sie spielte zwei Jahre in Norwegen, bevor sie sich im Frühjahr 2005 entschloss nach Schweden zu QBIK Karlstad zu wechseln. Sie wurde auf Anhieb Leistungsträgerin bei QBIK Karlstad und wechselte im Januar 2007 zu Eskilstuna United. Nach nur einer Saison verließ sie Eskilstuna und unterschrieb einen Vertrag bei Linköpings FC. Im Februar 2010 wurde sie von Washington Freedom im Dispersal Draft gezogen und am 8. August 2010 zu Chicago Red Stars transferiert. Im Oktober 2010 wurde Ikidi als beste Verteidigerin der Damallsvenskan 2010 nominiert. Sie schloss sich im Januar 2011 dem Ligarivalen Piteå IF an.

### International
Ikidi vertrat ihr Heimatland bei zwei U-20 Fußball-Weltmeisterschaften 2004 und 2006. Sie nahm für Nigeria an dem olympischen Fußballturnier im Rahmen der Olympischen Sommerspiele 2004 in Athen und den Olympischen Sommerspielen 2008 in Peking teil. Ikidi spielte ihrer bislang einzige Senioren-WM bei der Fußball-Weltmeisterschaft der Frauen 2007 in China und steht im 20-Spielerinnen-Kader für Fußball-Weltmeisterschaft der Frauen 2011 in Deutschland.